# ダニー・ケイの替え玉作戦
『ダニー・ケイの替え玉作戦』（原題：On the Double）は、1961年のアメリカ合衆国のコメディ映画。ダニー・ケイ主演。監督はメルヴィル・シェイヴルソン。

## キャスト
※括弧内は日本語吹替（テレビ版）
- マッケンジー将軍／アーニー：ダニー・ケイ（羽佐間道夫）
- マーガレット：ダナ・ウィンター
- サマセット大佐：ウィルフリッド・ハイド＝ホワイト
- レディ・ビビアン：マーガレット・ラザフォード
- ブリジット・スタンホープ：ダイアナ・ドース（浅井淑子）
- パターソン大尉：アラン・カスバートソン
- ジョセフ・プレーガー伍長：ジェシー・ホワイト
- ロック・ヒューストン大佐：グレゴリー・ウォルコット
- コリン・トゥイキナム軍曹：テレンス・デ・マーニー（高田竜二）

## スタッフ
- 監督：メルヴィル・シェイヴルソン（英語版）
- 製作：ジャック・ローズ（英語版）
- 脚本：ジャック・ローズ、メルヴィル・シェイヴルソン
- 撮影：ハリー・ストラドリング、ジェフリー・アンスワース
- 音楽監督：リース・スティーヴンス（英語版）
- 音楽：シルヴィア・ファイン（英語版）